# Saint-Sauveur-la-Pommeraye
Saint-Sauveur-la-Pommeraye is een gemeente in het Franse departement Manche (regio Normandië) en telt 272 inwoners (1999). De plaats maakt deel uit van het arrondissement Coutances.

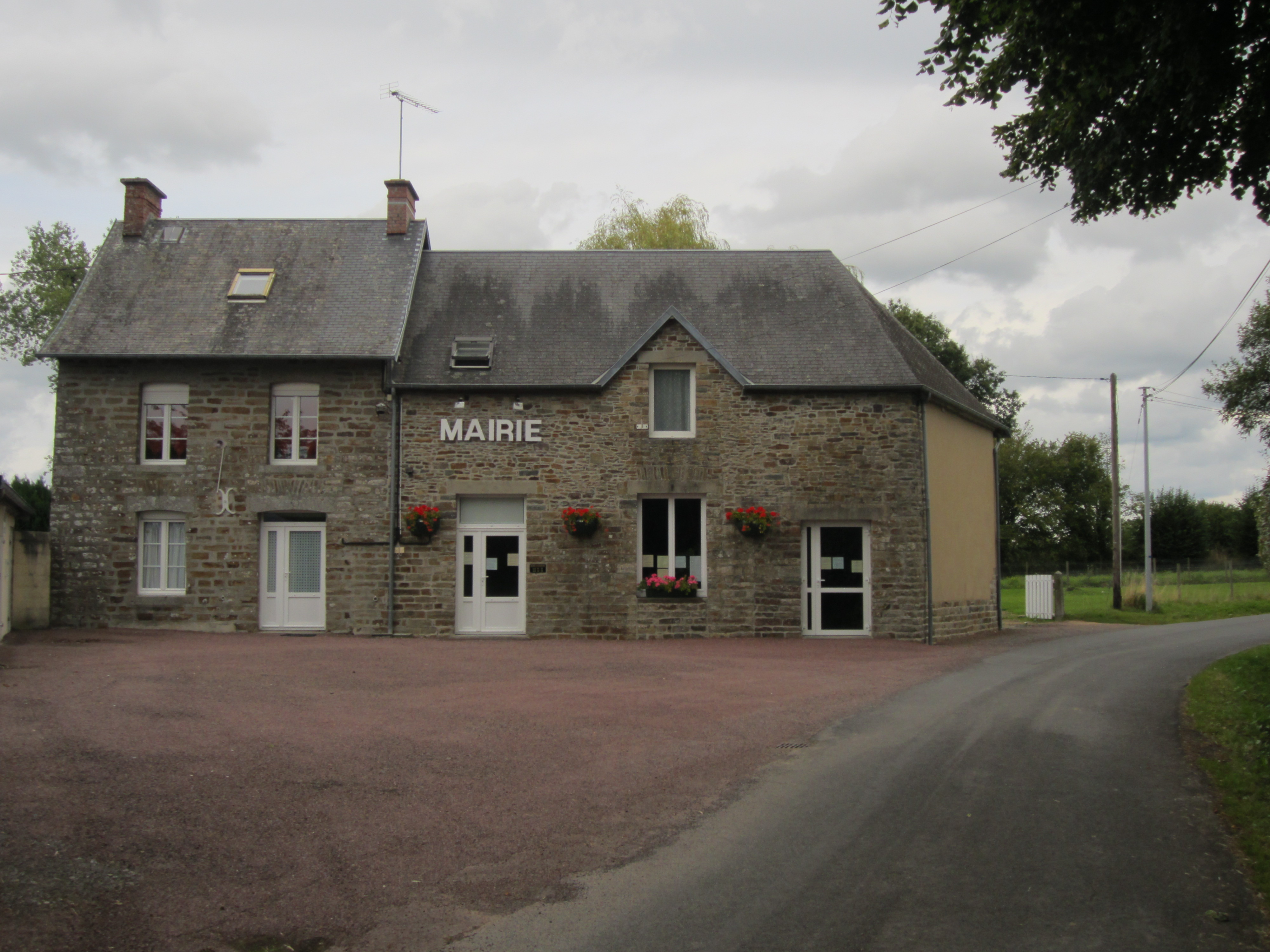
Gemeentehuis
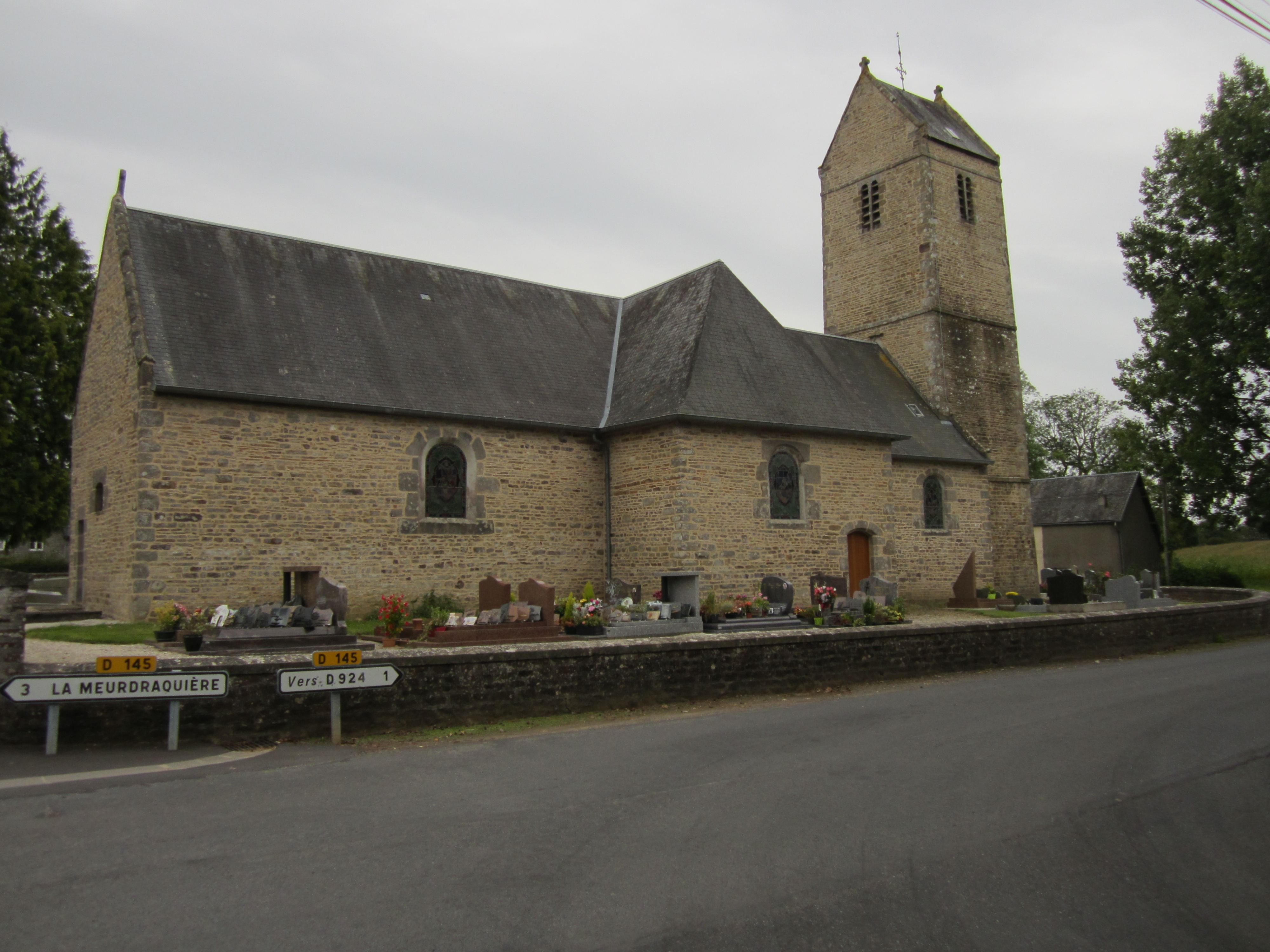
Kerk van Saint-Sauveur-la-Pommeraye

## Geografie
De oppervlakte van Saint-Sauveur-la-Pommeraye bedraagt 5,2 km², de bevolkingsdichtheid is 52,3 inwoners per km².
De onderstaande kaart toont de ligging van Saint-Sauveur-la-Pommeraye met de belangrijkste infrastructuur en aangrenzende gemeenten.

## Demografie
Onderstaande figuur toont het verloop van het inwonertal (bron: INSEE-tellingen).

1. ↑  Populations de référence 2022.